# Jan Bartuška
Jan Bartuška (* 17. Mai 1908; † 27. August 1970) war ein tschechoslowakischer Jurist, kommunistischer Funktionär, Politiker und Minister.

## Politische Karriere
Der studierte Jurist Bartuška wurde 1951 Professor für das Staatsrecht an der Karls-Universität Prag, 1951–1953 war er Dekan der juristischen Fakultät.
Bartuška fing seine politische Karriere 1945 als Bezirksrichter. 1946 wurde er Mitglied des Landesnationalausschusses in Böhmen, in den Jahren 1946–1950 war er Vorsitzender des Kreisausschusses der Kommunistischen Partei der Tschechoslowakei in Budweis, seit 1946 außerdem Parlamentsabgeordneter und 1948 Vorsitzender des Verfassungsausschusses des Parlaments in Prag sowie ab 14. Juli 1949 Mitglied des Parlamentsvorstandes.
Vom Dezember 1954 bis Juni 1956 war Bartuška Justizminister in der Regierung von Viliam Široký, vom Juni 1956 bis 1968 Generalstaatsanwalt der Tschechoslowakei. Diesen Posten musste er am 14. März 1968 abgeben, weil er aus der Sicht des im Gange sich befindlichen Reformprozesses von 1968 kompromittiert und nicht mehr tragbar war.